# Mongolsk præstekrave
Mongolsk præstekrave (Charadrius mongolus) er en lille præstekrave, der stammer fra Østasien. Fuglen er kun set to gange i Danmark i henholdsvis juli 1988 og igen den 9. juli 2004, hvor en mongolsk præstekrave blev set på Rømø.